# هیپوولمی
هیپوولمی یا هایپوولمی (به انگلیسی: hypovolemia) یا کاهش حجم داخل عروقی، وضعیتی است که حجم داخل عروقی یا به‌طور دقیق‌تر، حجم پلاسمای خون کاهش یافته باشد.
هیپوولمی می‌تواند مستقیماً به علت از دست رفتن خون (مثلا در خونریزی‌های خارجی و داخلی) یا از دست رفتن پلاسما (برای نمونه در سوختگی‌های وسیع) باشد.
هیپوولمی ممکن است به علت خونریزی و از دست رفتن مایعات بدن ایجاد شوک کند که این گونه شوک را «شوک هیپوولمیک» می‌گویند. این نوع شوک از رایج‌ترین انواع شوک در مصدومان است که خطرناک نیز می‌باشد.